# Iowa Wolves 2020-2021
La stagione 2020-21 degli Iowa Wolves fu la 14ª nella NBA D-League per la franchigia.
Gli Iowa Wolves arrivarono diciottesimi nella regular season con un record di 2-13, non qualificandosi per i play-off.

## Roster
| N° | Naz.                   | Ruolo | Sportivo          | Anno | Alt. | Peso |
| -- | ---------------------- | ----- | ----------------- | ---- | ---- | ---- |
| 7  | Stati Uniti (bandiera) | A     | Tyler Cook        | 1997 | 203  | 116  |
| 7  | Stati Uniti (bandiera) | A     | Raphiael Putney   | 1990 | 208  | 84   |
| 12 | Stati Uniti (bandiera) | G     | Allonzo Trier     | 1996 | 193  | 91   |
| 14 | Stati Uniti (bandiera) | G     | Dakarai Tucker    | 1994 | 196  | 88   |
| 15 | Stati Uniti (bandiera) | G     | Ade Murkey        | 1998 | 196  | 91   |
| 16 | Canada (bandiera)      | G     | Lindell Wigginton | 1998 | 185  | 86   |
| 19 | Stati Uniti (bandiera) | G     | Isaiah Briscoe    | 1996 | 191  | 91   |
| 22 | Stati Uniti (bandiera) | GA    | Ashton Hagans     | 1999 | 191  | 86   |
| 33 | Stati Uniti (bandiera) | G     | Canyon Barry      | 1994 | 198  | 93   |
| 34 | Stati Uniti (bandiera) | GA    | Jordan Murphy     | 1997 | 198  | 113  |
| 44 | Stati Uniti (bandiera) | G     | Charlie Brown     | 1997 | 198  | 90   |
| 45 | Stati Uniti (bandiera) | A     | Zylan Cheatham    | 1995 | 196  | 100  |
|    | Stati Uniti (bandiera) | G     | Jaylen Morris     | 1995 | 196  | 84   |

## Staff tecnico
- Allenatore: Sam Newman-Beck
- Vice-allenatori: Chris Hines, Devin Smith